# 馬德里地鐵8號線
馬德里地鐵8號線（西班牙語：Línea 8）是一條馬德里地鐵的路線，在1998年6月24日通車，來往玻璃海站和國家營地站。1999年經馬德里機場延長至巴拉哈斯站，而2002年又延長至新部委站和哥倫比亞站。此線起初只是一條小規模路線，但2002年成為了一條大型鐵路線，並連接至馬德里機場。此線使用4節8000型列車。2007年雷爾松林站啟用，並延長至機場4號航廈站。
此線將在2017年1月26日至4月18日關閉翻新。